# Kfar Kama
Kfar Kama (en hébreu : כְּפַר כַּמָא, en arabe : كفر كما, en adyguéen : Кфар Кама) est une ville principalement peuplée de Circassiens située en Basse Galilée, en Israël. En 2008, le village compte 2 900 habitants.

## Histoire

### Antiquité
Les archéologues ont supposé que Kfar Kama était le village Helenoupolis que Constantin a établi en l'honneur de sa mère Hélène. Les fouilles effectuées en 1961 et 1963 ont révélé des tombes du IVe siècle. Deux églises datées du début du VIe siècle, l'une dédiée à Sainte Thecla, ont été découvertes, avec des mosaïques multicolores de motifs floraux, animaux et géométriques.
À l'époque des Croisés, il était connu sous le nom de Kapharchemme ou Capharkeme. Des ruines et des parties de cinq colonnes de calcaire ont été découvertes en plus d'un pressoir circulaire en basalte et de citernes.
En 2020, une équipe d'archéologues dirigée par Nurit Feig de l'Autorité des antiquités d'Israël a découvert les restes d'un monastère ou d'une église du VIe siècle. Les excavateurs ont également révélé des mosaïques de sol peintes montrant des formes géométriques, des motifs floraux bleus, noirs et rouges. Les principaux paramètres de l'église découverte sont de 12 × 36 mètres. Plusieurs autres pièces ont été découvertes près de l'église. Selon Shani Libbi, il est possible de révéler des pièces supplémentaires sur le terrain grâce à un levé radar pénétrant dans le sol,,.

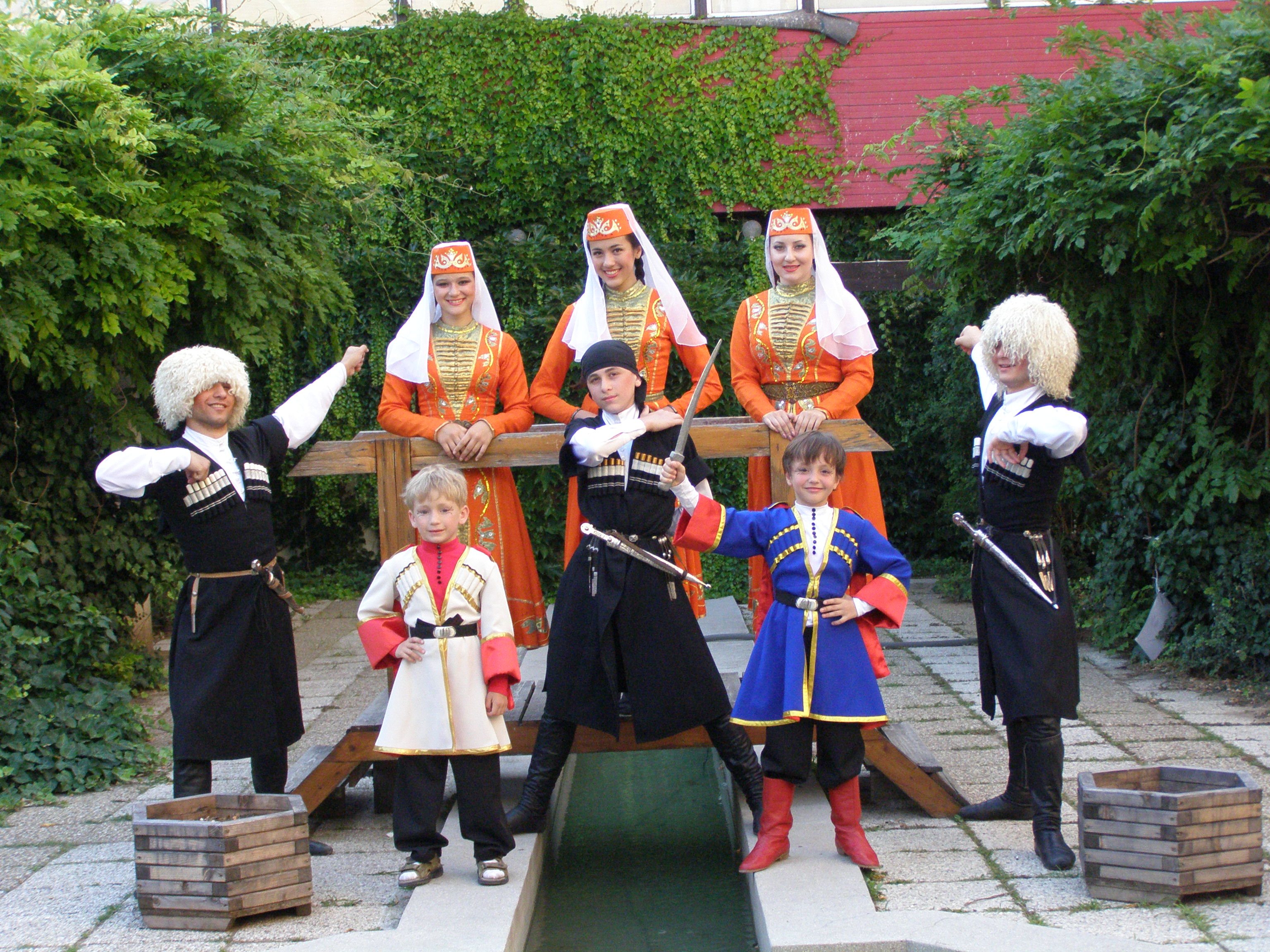
Circassiens en costume traditionnel, Kfar Kama.

### Époque ottomane

#### XVIesiècle-XVIIIesiècle
En 1596, Kfar Kama est apparu dans les registres fiscaux ottomans en tant que village de la Nahiya de Tibériade dans la Liwa de Safad. Il y avait une population de 34 familles musulmanes et payait un taux d'imposition fixe de 25 % sur les produits agricoles, qui comprenaient le blé, l'orge, les cultures d'été, le coton et les chèvres ou ruches d'abeilles ; un total de 5 450 akçe,.
Une carte de l'invasion de Napoléon en 1799 par Pierre Jacotin montrait l'endroit, nommé El Hadaci. En 1838, il a été mentionné comme un village dans le district de Tibériade.

#### Arrivée des Tcherkesses
Dans les années 1870, le village était décrit comme ayant des maisons en pierre de basalte et une population de 200 musulmans vivant sur une plaine de terre arable.
Après la guerre russo-circassienne et leur nettoyage ethnique en 1864, les Tcherkesses (ou Circassiens) furent expulsés du Caucase et formèrent une diaspora. La plupart furent accueillis par l’empire ottoman qui comptait se servir de ces populations musulmanes depuis peu pour contrebalancer les velléités indépendantistes des chrétiens des Balkans. Il installe ainsi les Tcherkesses dans des colonies militaires mais, en 1878, le traité de Berlin accorde leur indépendance à la Bulgarie, à la Serbie et au Monténégro, et la Bosnie-Herzégovine est confiée à l’Autriche-Hongrie. Les Tcherkesses implantés dans ces territoires moins de quinze ans plus tôt doivent à nouveau partir.
Un groupe est dirigé vers la Palestine afin de servir l’empire en séparant les Druzes du Golan de ceux du Djebel druze. C’est l’origine de la minorité tcherkesse en Syrie (en). Après un embarquement à Salonique et une escale à Chypre, ils débarquent à Acre et Qisarya. Les tribus circassiennes sont alors déplacées par bateau en Palestine et en Syrie, dans le vilayet de Beyrouth. En 1878, un groupe de 1150 immigrants circassiens (183 familles) de la tribu des Chapsoughs s'installent et créent le village de Kfar Kama. Au départ, ils gagnaient leur vie en élevant des animaux, mais sont ensuite devenus agriculteurs. La première école a été créée vers 1880. Très rapidement, les Circassiens ont fortifié leur village.
Les juifs de la première Aliyah créent leurs implantations à proximité des villages circassiens de Palestine, dont Ilania dont les habitants recrutent des Circassiens pour les protéger.

### Ère du mandat britannique
À l’époque du mandat britannique accordé par la Société des Nations, l’ensemble des maisons sont reconstruites en pierre en deux ans. Le niveau d’éducation progresse, les Circassiens apprennent l’anglais, obligatoire ; des villageois se forment à la médecine.
Les villages circassiens sont pris dans les tensions entre Arabes et Juifs, collaborant avec ces derniers ; en 1938, lors de la Grande Révolte arabe de 1936-1939, deux habitants de Kfar Kama sont tués par des Arabes qui leur reprochent cette collaboration.

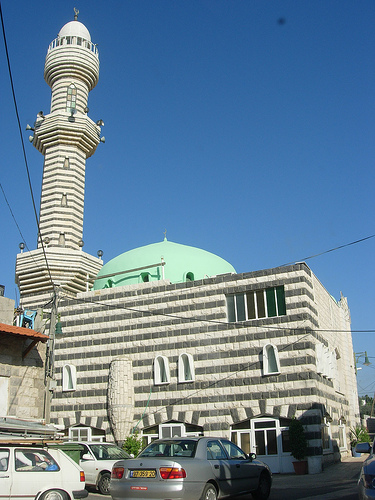
Mosquée à côté du centre du patrimoine circassien à Kfar Kama.

### État d'Israël

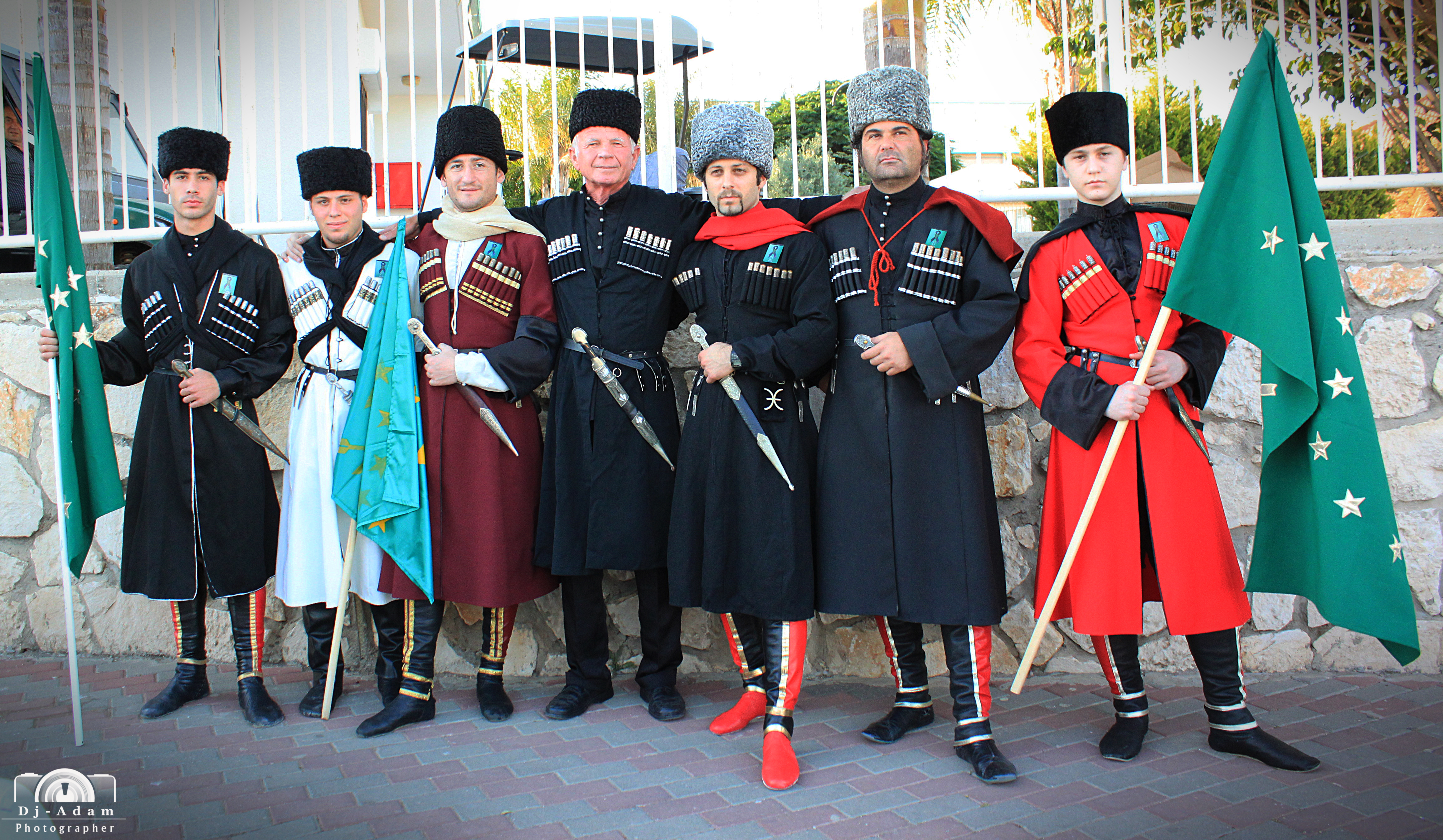
Circassiens de Kfar Kama, 2011.

Kfar Kama est l'un des deux villages circassiens d'Israël. L'autre est Rehaniya. Les Circassiens sont des musulmans qui, contrairement à la principale minorité arabe musulmane israélienne, effectuent un service militaire dans les forces de défense israéliennes,. Lors de la guerre israélo-arabe de 1948-1949, les Circassiens de Kfar Kama combattent aux côtés des Israéliens. Les villages arabes voisins se vident de leur population au cours du nettoyage ethnique connu sous le nom de Nakba.
Le village a été touché par le conflit israélo-libanais de 2006 ; le taux d’indemnisation a été moindre pour Kfar Kama que pour les villages juifs alentour et le versement n’a pas été fait en intégralité, rendant la municipalité incapable de payer ses employés pendant huit mois en 2008, entraînant des manifestations conjointes avec les Druzes pour protester contre cette discrimination.
Un centre du patrimoine circassien est situé dans le village.

## Administration
Le village est le premier village non-juif à obtenir un conseil local (équivalent du conseil municipal), en 1950. Son premier chef est Kodjas Mohammad Ali Shubash ; il est nommé à la tête d’un conseil de sept membres. Les premières élections ont lieu en 1952. Ce nouveau statut permit la modernisation du village : conduite d’eau en 1951 (d’abord distribuée par quatre puits, puis par eau courante dans les habitations) ; électrification en 1957.
L'école du village enseigne en circassien, hébreu, arabe et anglais.

## Politique
Les élections au conseil municipal reflètent traditionnellement les équilibres entre les grandes familles ; elles se jouent souvent sur la capacité d’une liste à assurer des ressources à la communauté, le plus souvent par les contacts avec l’administration nationale qui fournit des subventions. Aux élections municipales de 1988, une liste religieuse musulmane, Al-Nour (la lumière, en arabe), qui n’est affiliée à aucune des grandes familles, a créé la surprise en emportant deux des sept sièges du conseil, et imposant ainsi une alliance à une autre liste pour élire le maire. Cette liste s’est maintenue aux élections de 1993, étant la première liste avec 227 voix et deux sièges. Mais les six autres listes, toutes partageant la même idéologie de maintien de la culture tcherkesse, se partagent tous les autres votes, montrant ainsi que la liste religieuse est minoritaire au sein de la communauté tcherkesse.
Aux élections législatives israéliennes de 2003, le village place les travaillistes en tête (37,4 %), tout comme à celles de 2006 avec 57 %. En 2003, un parti islamiste est second avec 27,3 %, soit très largement au-dessus du score national. Aux Élections législatives israéliennes de 2009, le village a voté à près de 44 % pour Kadima et à 28 % pour les travaillistes d’Avoda. Le parti Raam-Tal, aile modérée du mouvement islamique, obtient également un vote double de son score national ; le village vote cependant nettement moins pour cette liste que les villages palestiniens de Galilée

## Société
Le village est quasiment exclusivement peuplé de Circassiens, de la tribu Chapsough ; ses habitants sont fortement endogames. Les habitants extérieurs à ce groupe sont rares : il s’agit de cinq familles palestiniennes arrivées au village dans la deuxième moitié du XXe siècle. Il y a également 8 Jordaniens, qui sont en fait des Circassiens de Jordanie (quatre hommes et quatre femmes) ayant épousé des Circassiens de Kfar Kama et venus s’y installer et de manière occasionnelle, des travailleurs du bâtiment d’origine thaïlandaise. Enfin, les enseignants juifs israéliens sont les seules autres personnes extérieures au groupe à fréquenter le village.
Étant la seule communauté israélienne non-juive à recevoir un enseignement en hébreu, logiquement l’arabe, la langue cultuelle, a reculé. L’association Al-Nour a pallié ce recul dans les années 1980-1990 en donnant des cours du soir. Elle a également milité pour le retour à l’arabe comme première langue d’apprentissage à l’école.
La communauté Tcherkesse/Circassienne d’Israël est reconnu au sein de la diaspora circassienne pour sa réussite dans le maintien des traditions et de l’usage de la langue tcherkesse. Ce qui n’a pas été sans difficultés. Dans les années 1950 et 1960, les Tcherkesses d’Israël, dans la nécessité d’apprendre quatre langues avec quatre alphabets différents (hébreu moderne avec l’alphabet hébreu pour la vie civile en Israël, arabe avec l’alphabet arabe pour la pratique religieuse, anglais avec l’alphabet latin obligatoire en Israël et adyguéen, langue des Tcherkesses, utilisant l’alphabet cyrillique), avaient connu un usage de leur langue nationale en régression. Dans les années 1970, le ministère de l’Éducation israélien finance la venue d’un spécialiste des langues caucasiennes de l’université du Michigan qui apporte des outils pédagogiques pour l’enseignement de l’adyguéen. L’État a également financé la venue d’enseignants du Caucase et des outils pédagogiques. Néanmoins, l’enseignement se fait majoritairement en hébreu à Kfar Kama depuis 1978, par choix des habitants, l’adyguéen venant en second. Les résultats des enfants des écoles de Kfar Kama et de Reyhaniya sont les meilleurs d’Israël, notamment grâce à la petite taille des classes (11 élèves dans le primaire, qui va de 6 à 13 ans). Un collège existe à Kfar Kama, où l’enseignement est en hébreu.
La communauté de Kfar Kama se distingue par l’importance accordée à l’islam comme pratique de différenciation des villages alentours, à population juive ; le village est aussi plus conservateur que celui de Reihaniya. L’islam pratiqué suit la jurisprudence hanafiste mais la mosquée n’est fréquentée que par les hommes. L’endogamie est forte à Kfar Kama et dans l’ensemble de la communauté Tcherkesse d’Israël ; à chaque mariage, c’est l’ensemble de la communauté d’Israël qui est invitée, les festivités ayant lieu au stade et ceux qui ne peuvent venir en raison de maladie ou de l’âge sont livrés en panier-repas. Cependant, le code moral traditionnel tcherkesse reste fort et même supérieur à la loi coranique. L’islam sert à la communauté à se différencier des villages alentours.
Les danses traditionnelles sont aussi un des éléments forts de l’identité locale. Cinq principales sont pratiquées : c’est un moment où chacun a sa place et danse sous les yeux des autres, une occasion de renforcer les liens communautaires.
Parmi les traits de mentalité saillants, se trouve le soin apporté par les Tcherkesses à la propreté des extérieurs (rues, jardins, etc.), que remarquent souvent les visiteurs et qui relève d’habitudes culturelles partagées par les Circassiens. Le village a remporté plusieurs fois le prix du village le plus propre d’Israël.

## Économie

### Tourisme
Le conseil municipal, outre le centre culturel tcherkesse, organise chaque vendredi et samedi soir, les « Nuits tcherkesses » présentant le village et la culture circassienne aux touristes.
Le village de Kfar Kama obtient en 2022 le label Meilleurs villages touristiques de l'Organisation mondiale du tourisme.

## Culture et patrimoine

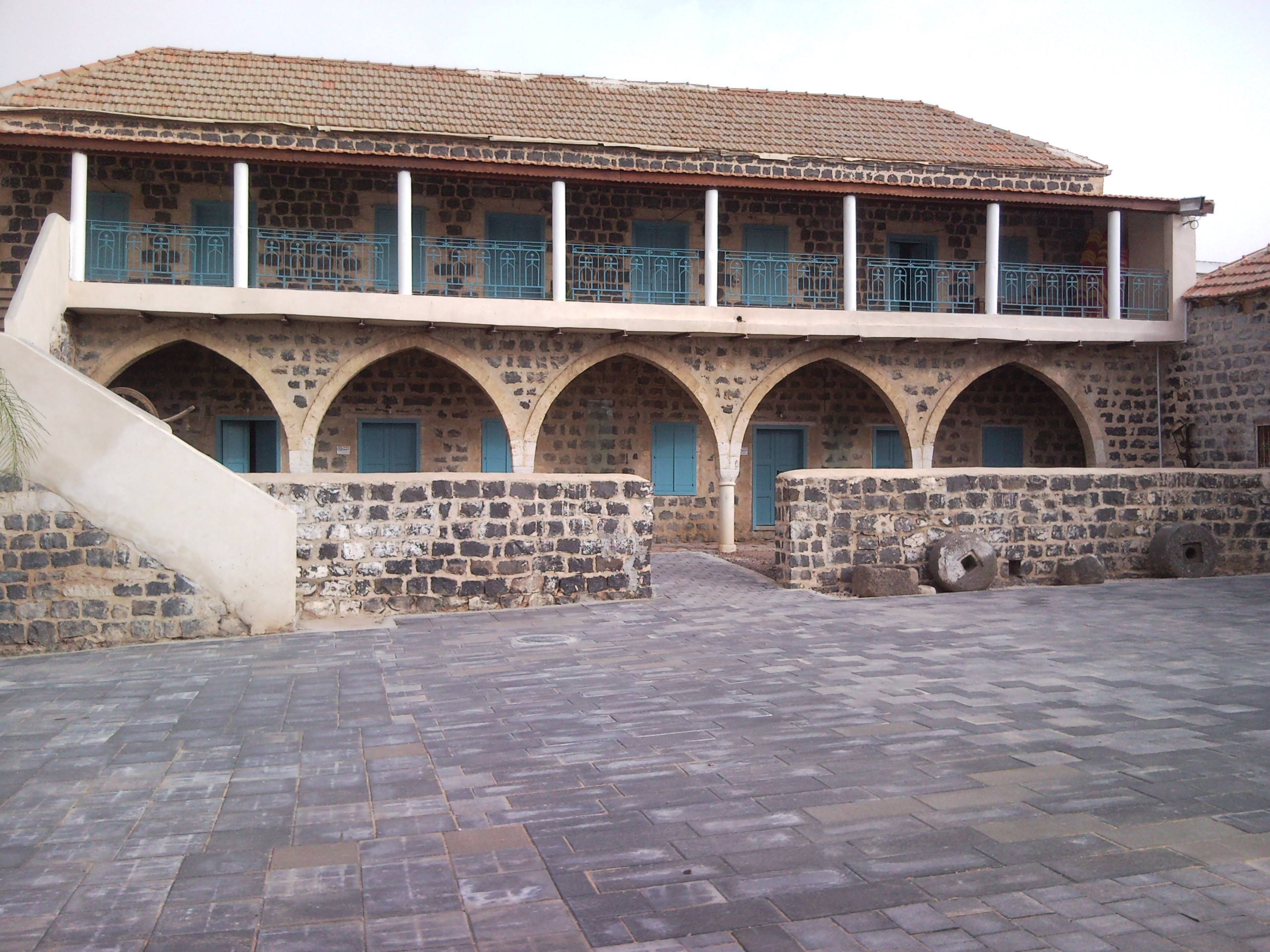
Musée Centre de l'héritage tcherkesse.

La ville possède un centre ou musée de l’héritage culturel tcherkesse.
La mosquée a été construite dans les années 1970 dans le style mamelouk.
En 1998, le conseil national pour la sauvegarde du patrimoine national (d’Israël) a inscrit le centre ancien du village de Kfar Kama dans sa liste annuelle de sites à réhabiliter, l’incluant ainsi dans l’héritage national israélien. Un centre international pour l’héritage tcherkesse va également bénéficier de fonds pour se développer, ainsi qu’un centre artistique international tcherkesse et un centre commercial pour la vente de produits artisanaux tcherkesses (circassiens).
La webradio Adiga est basée à Kfar Kama ; elle émet en quatre langues (arabe, hébreu, adyguéen et arabe) et joue un grand rôle dans la diaspora circassienne.

## Résidents notables
- Bibras Natkho (né le 18 février 1988), footballeur israélo-circassien jouant actuellement pour le CSKA Moscou et l'équipe nationale de football israélienne.
- Nili Natkho (18 février 1982 - 5 novembre 2004), une basketteuse israélo-circassienne[57] qui a joué pour le Maccabi Ra'anana et Elitzur Ramla.
- Izhak Nash (né le 23 juin 1989), footballeur israélo-circassien[58] jouant actuellement pour le Hapoel Asi Gilboa.
- Yanal Ashmouz (né le 31 mars 1995), artiste martial mixte israélo-circassien combattant à l'UFC.